# Shaolin (comico)
Shaolin, pseudonimo di Francisco Jozenilton Veloso (Coremas, 8 maggio 1971 – Campina Grande, 14 gennaio 2016), è stato un umorista, disegnatore e conduttore radiofonico brasiliano.

## Biografia
Nato a Coremas, nello Stato del Paraíba, nel 1971, ha iniziato la sua carriera al Teatro Municipal Severino Cabral, di Campina Grande.
È stato vignettista politico per i giornali A Palavra, Jornal da Paraíba e Revista Nordeste. Ha svolto anche la professione di conduttore radiofonico presso Rádio Campina Grande.
Successivamente, partecipa a diversi shows televisivi come Domingão do Faustão, A Praça É Nossa e Show do Tom. Il suo ultimo lavoro televisivo è stato il programma Tudo É Possível ("Tutto è possibile") con Ana Hickmann, nel quale fa imitazioni sarcastiche di personaggi famosi, fra cui Leonardo, Joelma da Banda Calypso e Zezé di Camargo.

### L'incidente stradale

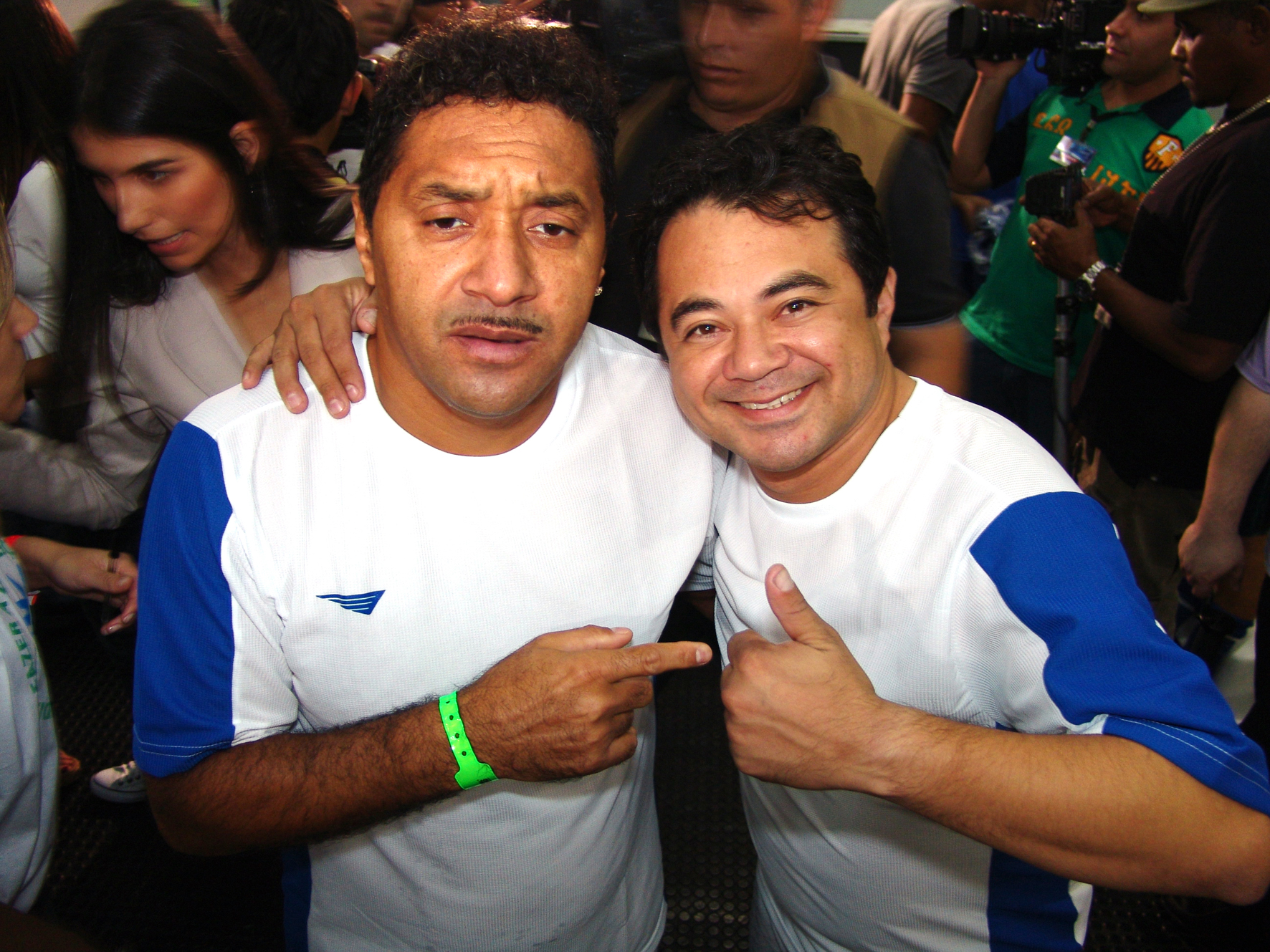
Shaolin con l'amico comico e deputato Tiririca.

Nella notte del 19 gennaio 2011, Shaolin ha subito un grave incidente automobilistico a Campina Grande sulla strada BR-230: la sua auto si è scontrata con un camion e Shaolin ne ha subito le gravi conseguenze. Nel maggio successivo, è uscito dalla terapia intensiva per una stanza semplice, pur restando in coma. Tornato a casa, riesce, dal settembre 2012 a comunicare con un apparecchio attraverso il movimento delle palpebre..
È scomparso nel 2016 all'età di 44 anni a seguito di un arresto cardiorespiratorio, in un quadro generale di infezione respiratoria

### Vita privata
Era sposato dal dicembre 1994 con Laudiceia Veloso, con la quale ha avuto due figli.